# Goethe-Freilichtbühne Porta Westfalica

Logo der Goethe-Freilichtbühne Porta Westfalica

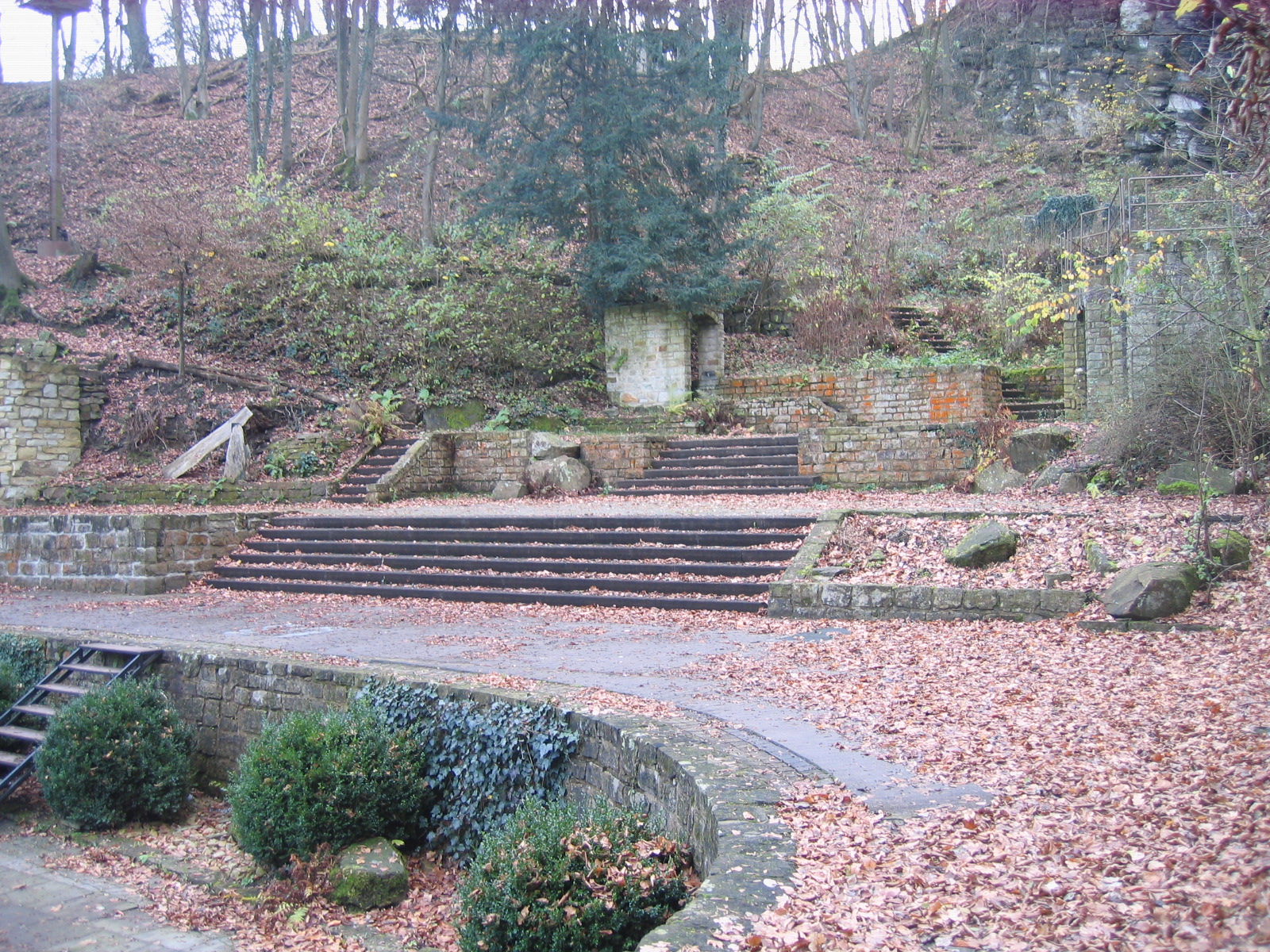
Die Bühne nach Ablauf der Spielzeit im Herbst

Die Goethe-Freilichtbühne Porta Westfalica, landläufig auch Freilichtbühne Porta oder Portabühne genannt, ist eine Amateurtheaterbühne im Ortsteil Barkhausen der ostwestfälischen Stadt Porta Westfalica in Nordrhein-Westfalen. Das Naturtheater zwischen steilen Felsen im Wiehengebirge bietet Platz für 644 Zuschauer.

## Geschichte
Die Freilichtbühne Porta wurde im Jahr 1927 von Dr. Hollo gegründet und mit Friedrich Hebbels Tragödie „Die Nibelungen“ eröffnet.
Während des Nationalsozialismus wurde sie ab 1933 gleichgeschaltet und dem Propagandaministerium unterstellt. Hier fanden nun auch Veranstaltungen der Nationalsozialisten statt und es wurde nationalsozialistisches Gedankengut verbreitet.
Bei der Wiedergründung der Bühne nach dem Kriege im Jahre 1954 setzte man auf Unabhängigkeit in der Trägerschaft durch einen eingetragenen Verein (Freilichtbühne Porta Westfalica e. V.). Dieser hat heute knapp 1000 Mitglieder.
Im Sommer 1961 machte der damalige SPD-Kanzlerkandidat Willy Brandt im Rahmen seiner Wahlkampftour Station an der Freilichtbühne und sprach dort vor Publikum.
Der Zuschauerbereich ist seit dem Jahr 2011 vollständig überdacht.
Im Jahr 2018 feierte die Freilichtbühne ihr 90. Jubiläum.

## Heute

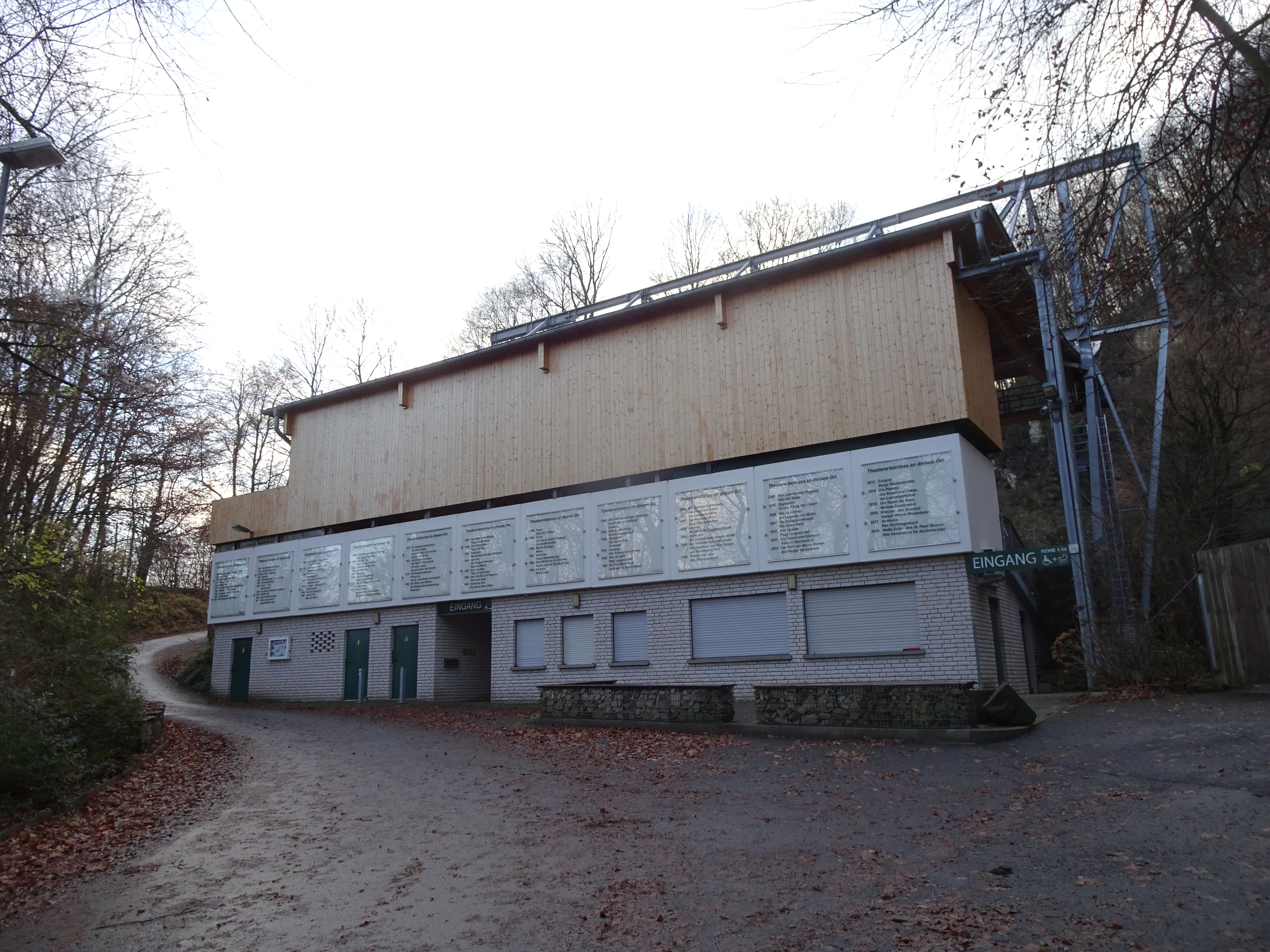
Eingangsbereich

Heute wird auf der Hauptbühne im ehemaligen Steinbruch in Barkhausen gespielt, in der Wintersaison  an weiteren Spielstätten in der Region, wie im Stadttheater Minden, im Bürgerzentrum Minden, im Theater am Weingarten Minden sowie im Kurtheater Bad Oeynhausen. Das Repertoire umfasst neben dem Hauptstück (Aufführung Samstagabend) seit den 70er Jahren immer auch ein Kinderstück (Aufführung Sonntagnachmittag).
In der Regel wird in der Sommersaison ein Kinderstück und ein Abendstück gespielt, außerdem gibt es mehrere Sonderveranstaltungen in und außerhalb der Spielsaison.
Die Freilichtbühne wechselt in der Stückauswahl meist zwischen modernen und traditionellen, aber auch zwischen bekannten Klassikern und unbekannten Stücken.